# Nederhemert

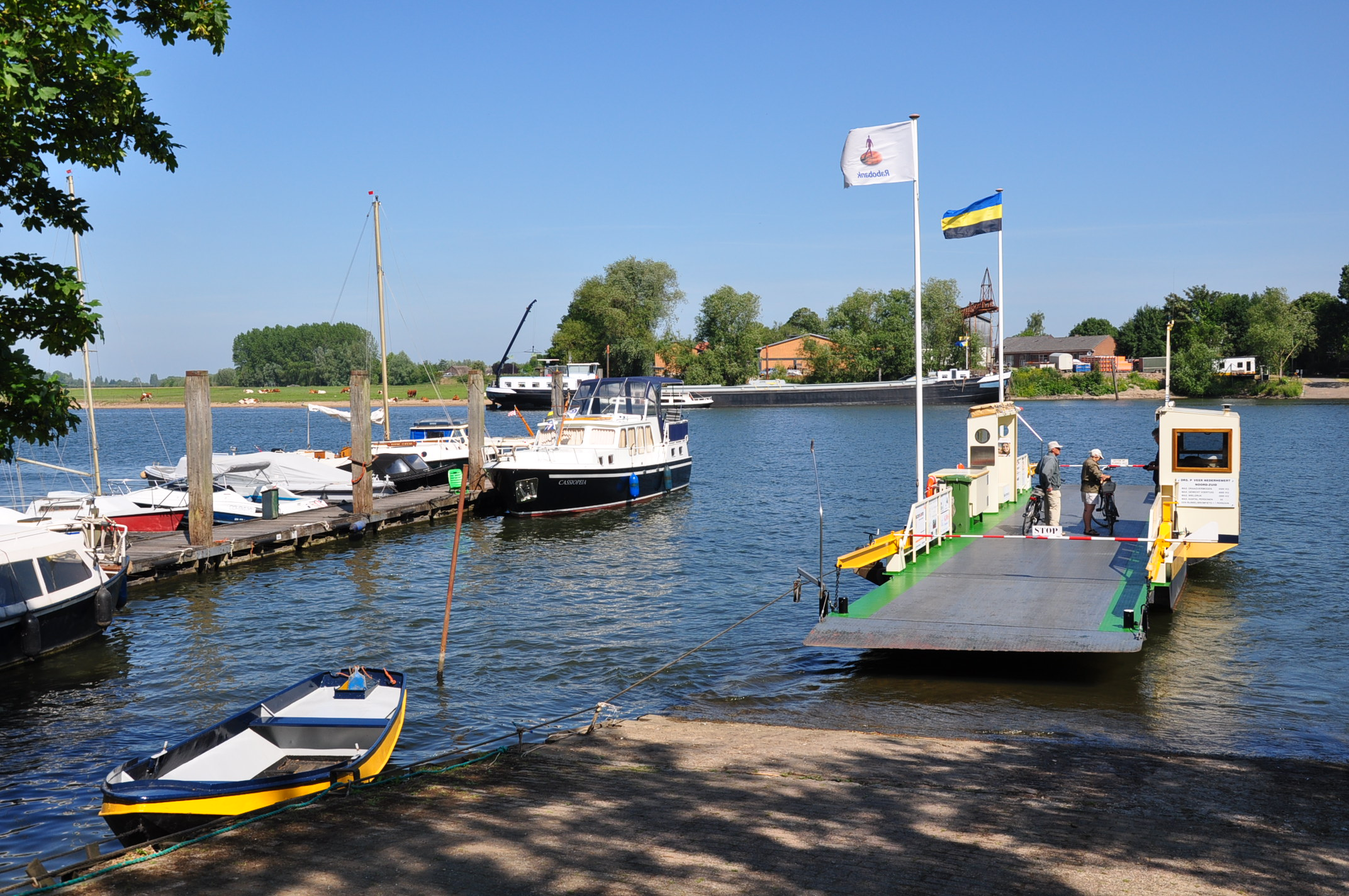
Il fiume Afgedamde Maas a Nederhemert

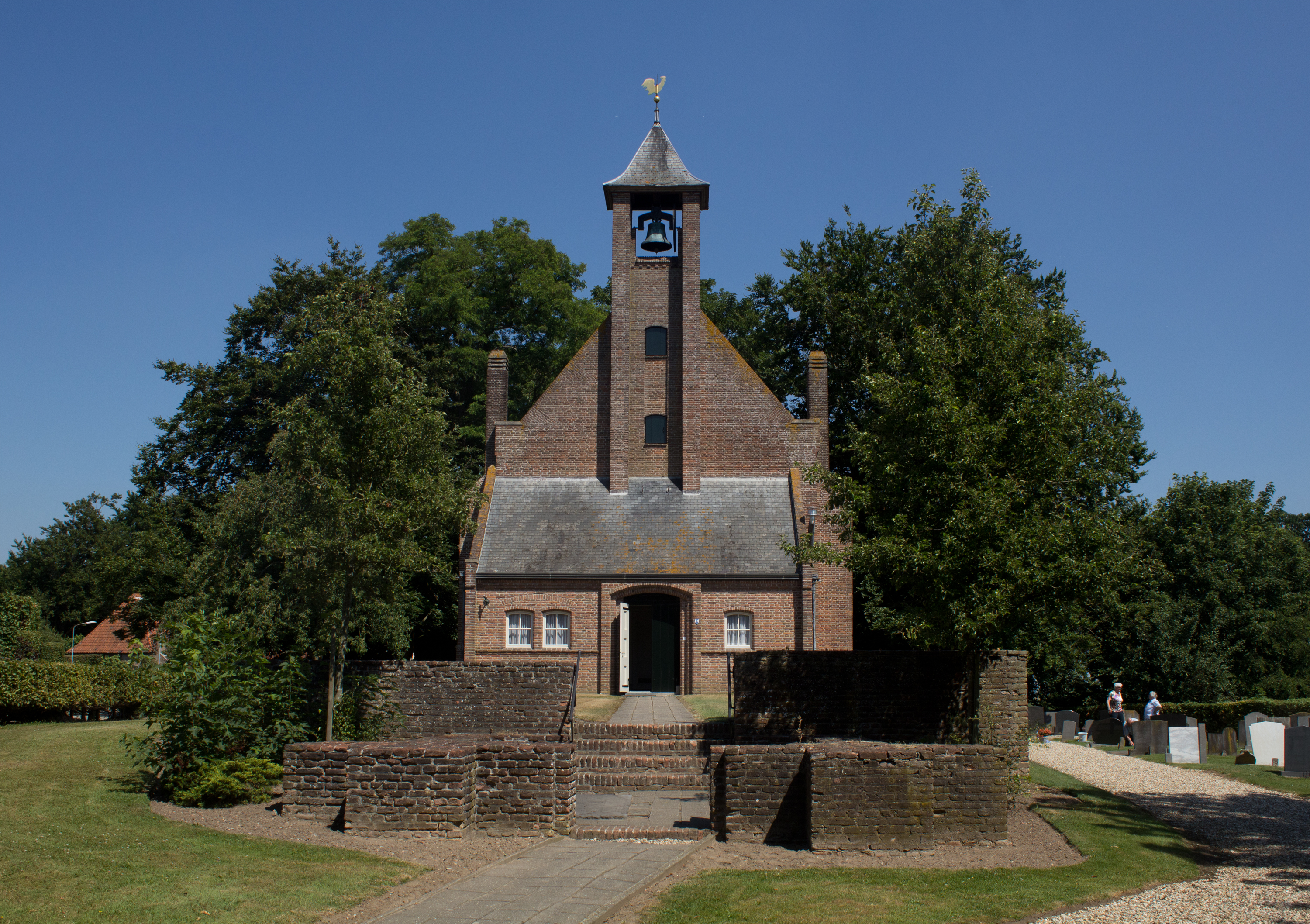
Nederhemert: l'Eilandkerk

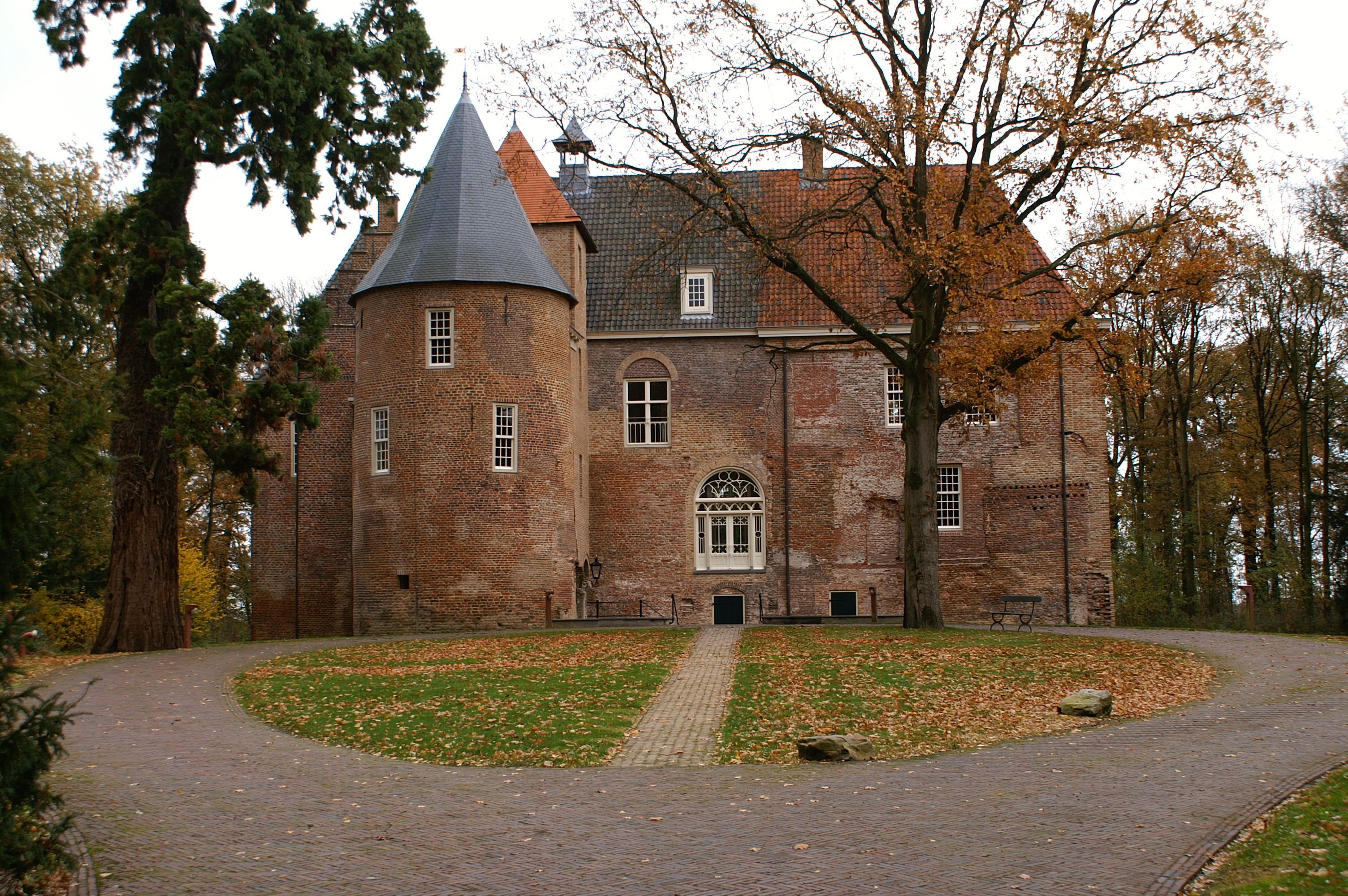
Il castello di Nederhemert

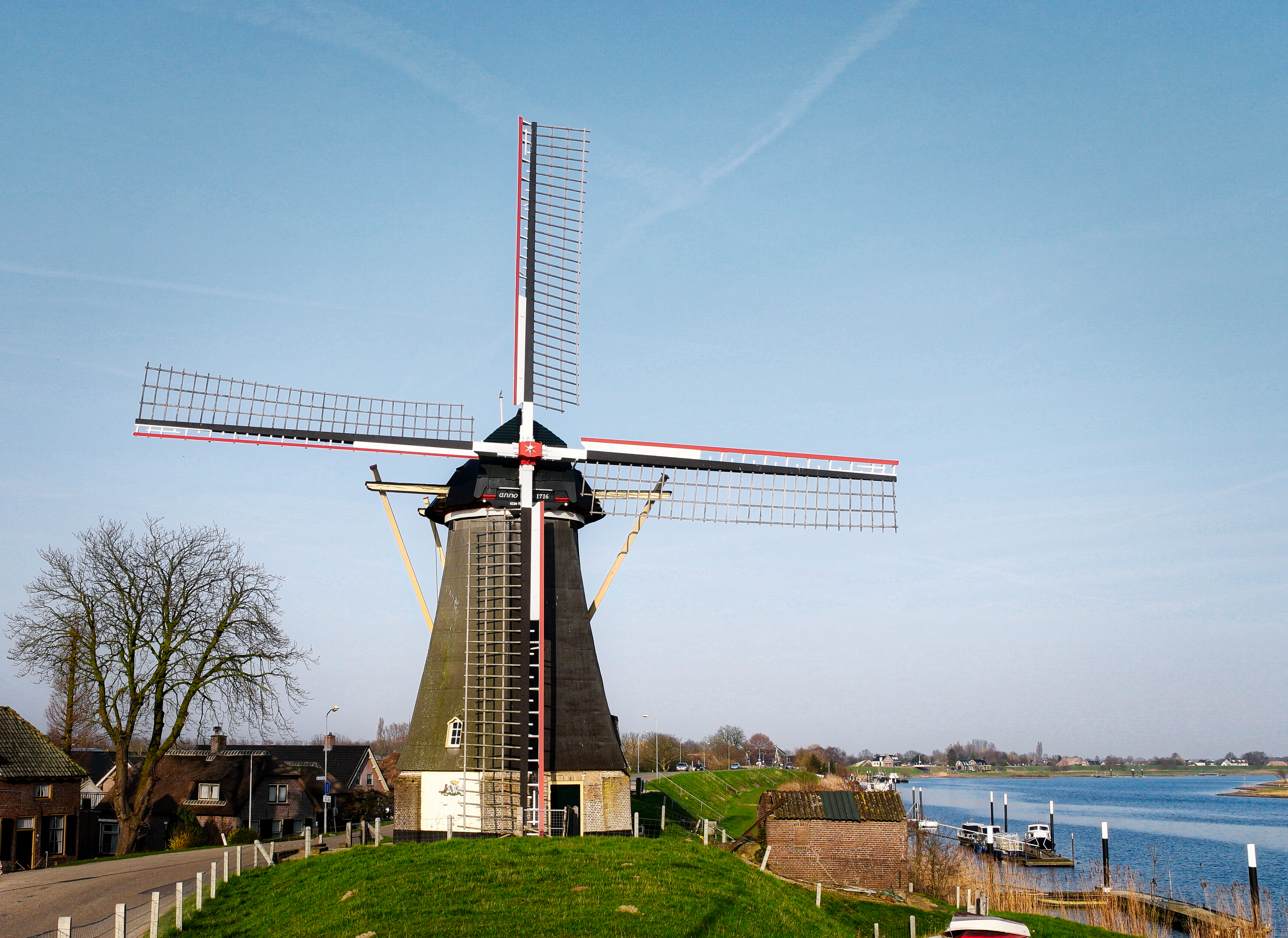
Nederhemert: il mulino Gebr. Remmerde

Nederhemert è un villaggio (dorp) di circa 1 700 abitanti del sud-est dei Paesi Bassi, facente parte della provincia della Gheldria (Gelderland) e situato lungo il corso del fiume Afgedamde Maas, nella regione di Bollemerwaard. Dal punto di vista amministrativo, si tratta di un ex-comune, nel 1955 accorpato alla municipalità di Kerkwijk, comune a sua volta accorpato nel 1999 nella municipalità di Zaltbommel; la località è formalmente suddivisa in due centri abitanti distinti, Nederhemert-Noord (la zona più popolosa) e Nederhemert-Zuid.
Anticamente era una signoria.

## Geografia fisica
Nederhemert si trova tra le località di Leerdam/Asperen e Drunen (rispettivamente a sud delle prime e a nord della seconda) e tra le località di Gorinchem e 's-Hertogenbosch (rispettivamente a sud-est della prima e a nord-ovest della seconda), a pochi chilometri a sud-ovest di Zaltbommel e a pochi chilometri a nord di Heusden.
Le due parti del villaggio, Nederhemert-Noord e Nederhemert-Zuid, sono separate tra loro dal corso dell'Afgedamde Maas.

## Origini del nome
Il toponimo Nederhemert, attestato in questa forma dal 1604 e anticamente come Hemmerte (1144), Hamerthe (1151), Hemerze (XIII secolo), Uuthemert (1337) e Neder Hemert (1867), è formato dal termine neder, che significa "basso" e dal termine antico olandese hamar, che si ritrova anche nel toponimo Ophemert e che significa "pietra".

## Storia

### Dalle origini ai giorni nostri
La località è menzionata (con il nome di Hemert) sin dall'XI secolo, anche se le origini del villaggio risalirebbero almeno al IX secolo.
Nel XIV secolo, Rinaldo di Gheldria fece costruire un castello in loco.
Fino al XVI secolo, la signoria di Hemert rimase di proprietà della famiglia De Cock.
L'8 ottobre 1818 venne istituito il comune di Nederhemert.

### Simboli
Lo stemma di Nederhemert è suddiviso in due parti: nella parte sopra, è raffigurato un leone su sfondo dorato, mentre nella parte sottostante sono raffigurati tre linee verticali di color blu con delle lampade argentate su sfondo rosso.

## Monumenti e luoghi d'interesse

### Architetture religiose

#### Eilandkerk
Il più antico edificio religioso di Nederhemert è l'Eilandkerk ("chiesa dell'isola"), situata al nr. 5 della Kerklaan, a Nederhemert-Zuid, e risalente al XVI secolo.
Il campanile originario, distrutto nel corso della seconda guerra mondiale assieme alla navata, è stato sostituito da un nuovo campanile.

#### Hervormde Kerk
Altro storico edificio religioso di Nederhemert è la Hervormde Kerk ("chiesa protestante"), situata nella Kerkplein e realizzata nel 1776.

### Architetture civili

#### Castello di Nederhemert
Altro edificio d'interesse è il castello di Nederhemert (Kasteel Nederhemert): realizzato nel XIV secolo, fu in parte rimodellato in stile neogotico nel corso del XIX secolo.

#### Mulino Gebr. Remmerde
Altro edificio d'interesse è inoltre il mulino Gebr. Remmerde, un mulino a vento situato lungo la Maasdijk, a Nederhemert-Noord, e risalente forse al 1716.

## Società

### Evoluzione demografica
Al censimento del 2020, Nederhemert contava una popolazione pari a 1 720 abitanti. Di questi, 1320 abitavano a Nederhemert-Noord.
La popolazione al di sotto dei 16 anni era pari a 446 unità, mentre la popolazione dai 65 anni in su era pari a 249 unità.
La località ha conosciuto un progressivo incremento demografico a partire dal 2016, quando contava 1 603 abitanti.